# Hasib Muradbegović
Hasib Muradbegović, hrvatski visoki dužnosnik iz BiH. Obnašao je dužnost predsjednika Banskog stola u Sarajevu, potpredsjednika i predsjednika Vrhovnog suda NDH u Banjoj Luci i Zagrebu. Bio je istaknuti član Društva bosansko-hercegovačkih Hrvata u Zagrebu.